# Viga
Viga is een gemeente in de Filipijnse provincie Catanduanes op het gelijknamige eiland. Bij de laatste census in 2007 had de gemeente ruim 19 duizend inwoners.

## Geografie

### Bestuurlijke indeling
Viga is onderverdeeld in de volgende 31 barangays:
| - Almojuela - Ananong - Asuncion - Batohonan - Begonia - Botinagan - Buenavista - Burgos - Del Pilar - Mabini - Magsaysay | - Ogbong - Osmeña - Pedro Vera - Peñafrancia - Quezon - Quirino - Rizal - Roxas - Sagrada - San Isidro | - San Jose Oco - San Jose Poblacion - San Pedro - San Roque - San Vicente - Santa Rosa - Soboc - Tambongon - Tinago - Villa Aurora |

## Demografie
Viga had bij de census van 2007 een inwoneraantal van 19.266 mensen. Dit zijn 1.161 mensen (6,4%) meer dan bij de vorige census van 2000. De gemiddelde jaarlijkse groei komt daarmee uit op 0,86%, hetgeen lager is dan het landelijk jaarlijks gemiddelde over deze periode (2,04%). Vergeleken met de census van 1995 is het aantal mensen met 697 (3,8%) toegenomen.

De bevolkingsdichtheid van Viga was ten tijde van de laatste census, met 19.266 inwoners op 158,23 km², 121,8 mensen per km².